# Nikołaj Chmielow

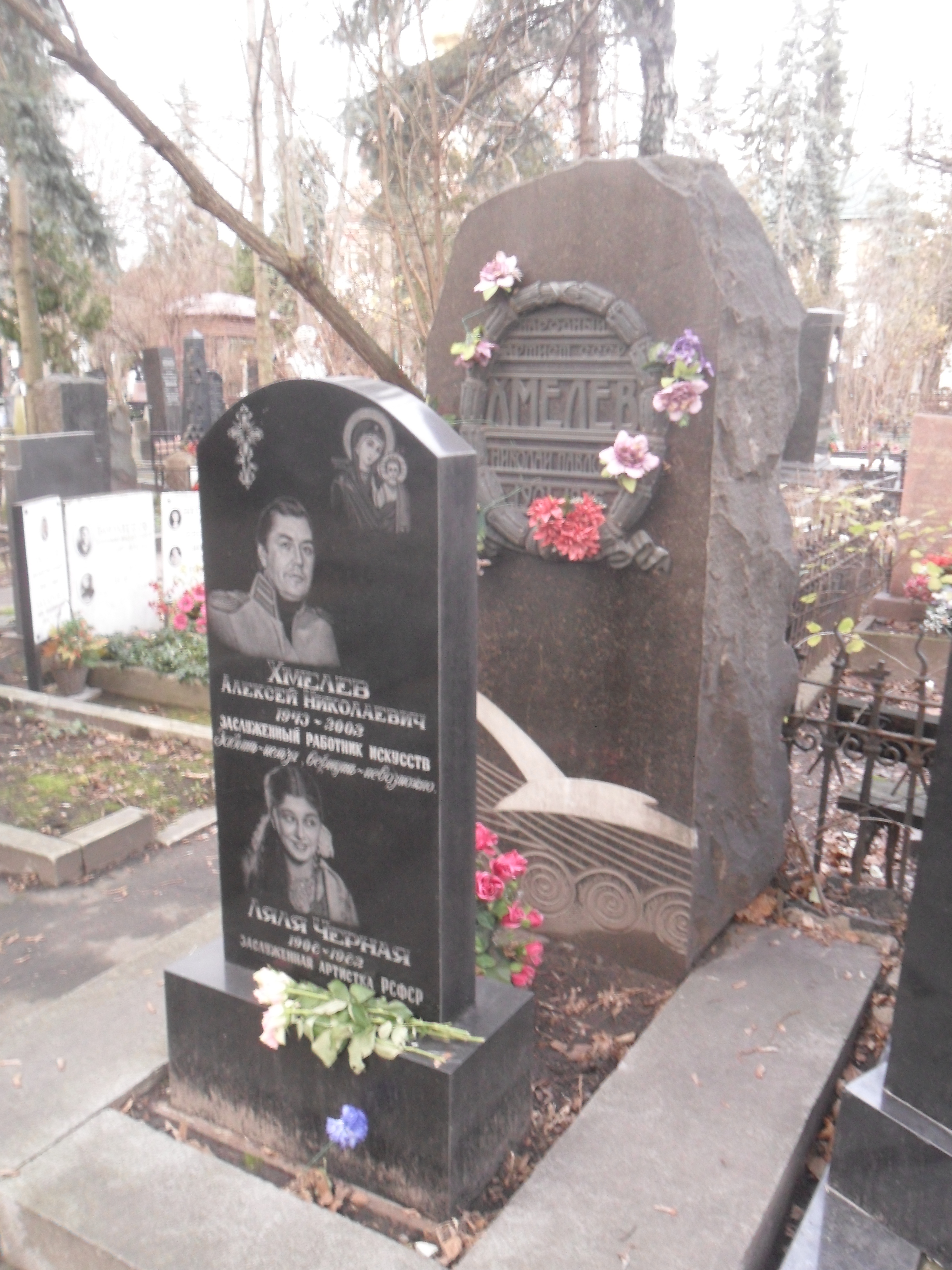
Grób Nikołaja Chmielowa na Cmentarzu Nowodziewiczym w Moskwie

Nikołaj Pawłowicz Chmielow (ros. Николай Павлович Хмелёв; ur. 28 lipca?/10 sierpnia 1901 w Sormowie, zm. 1 listopada 1945 w Moskwie) – radziecki aktor teatralny i filmowy, Ludowy Artysta ZSRR.
Urodził się w rodzinie robotnika. Uczył się w sormowskiej szkole prywatnej N.N. Subbotiny, a po jej zamknięciu - w II Niżnonowogrodzkim Gimnazjum w Kanawinie. W 1916 roku, po przeprowadzce rodziny do Moskwy został przyjęty do VI Gimnazjum Moskiewskiego, po jego zakończeniu studiował na wydziale historyczno-filologicznym Uniwersytetu Moskiewskiego. 
W 1919 został przyjęty do II szkolnego studio Moskiewskiego Teatru Artystycznego, gdzie wykładali Jewgienij Wachtangow, Leonid Leonidow, Wasilij Łuski, Jelena Muratowa, Wachtang Mczediełow, Nikołaj Podgorny, Nikołaj Massalitinow. Od 1924 był aktorem i reżyserem w tym teatrze, w latach 1943-1945 jego kierownikiem artystycznym.
Od 1928 zaczął występować w filmach.
Był członkiem WKP(b) od 1945.
Zmarł podczas próby generalnej spektaklu Trudnyje gody Aleksieja Tołstoja, w którym grał rolę cara Iwana Groźnego.
Został pochowany na Cmentarzu Nowodziewiczym w Moskwie.
Pierwszą jego żoną była aktorka Dina Topolewa, drugą - aktorka teatru "Romen" Lala Czorna (Nadieżda Chmielowa z domu Kisielowa, 1909—1982).

## Wybrana filmografia
- 1927: Koniec Sankt Petersburga
- 1928: Salamandra jako książę Ruprecht Karlstein
- 1937: Łąki Bieżyńskie jako wieśniak

## Nagrody
- Nagroda Stalinowska I stopnia (1941);
- Nagroda Stalinowska I stopnia (1942);
- Nagroda Stalinowska I stopnia (1946) (pośmiertnie);
- Order Czerwonego Sztandaru Pracy;
- Zasłużony Artysta RFSRR (18 stycznia 1933);
- Ludowy Artysta ZSRR (28 kwietnia 1937)[2].